# Philetor brachypterus
Philetor brachypterus är en fladdermusart som först beskrevs av Coenraad Jacob Temminck 1840.  Philetor brachypterus är ensam i släktet Philetor som ingår i familjen läderlappar. IUCN kategoriserar arten globalt som livskraftig. Inga underarter finns listade i Catalogue of Life.
Arten når en kroppslängd (huvud och bål) av 52 till 64 mm, en svanslängd av 30 till 38 mm och en vikt mellan 8 och 13 g. underarmarna blir 30 till 38 mm långa. Pälsen har en rödbrun till mörkbrun färg. Fladdermusen kännetecknas av en rund skalle med kort nos. Arten har korta öron med en bred tragus. Svansen är nästan helt inbäddad i svansflyghuden. I överkäken finns på varje sida två framtänder och en premolar. Per sida förekommer tre framtänder och två premolarer i underkäken.
Philetor brachypterus förekommer med flera från varandra skilda populationer i Sydostasien och den australiska regionen. Utbredningsområdet sträcker sig från Nepal över Malackahalvön, Sumatra, Borneo och Filippinerna till Nya Guinea och Bismarckarkipelagen. Arten vistas i låglandet och i bergstrakter upp till 2100 meter över havet. Habitatet utgörs bergsskogar och andra skogar.
Individerna vilar främst i trädens håligheter. På Nya Guinea hittades de även hängande i palmer. I palmer vilar ibland grupper med upp till 55 medlemmar. Denna fladdermus jagar olika insekter och flyger därför ovanpå trädtopparna eller över ängar nära skogar.
En upphittad hona var dräktig med en unge.